# Naohiro Jinushi
Naohiro Jinushi (japanisch 地主 直央 Jinushi Naohiro; * 12. Juli 2001) ist ein japanischer Sprinter, der sich auf den 400-Meter-Lauf spezialisiert hat.

## Sportliche Laufbahn
Erste internationale Erfahrungen sammelte Naohiro Jinushi im Jahr 2023, als er bei den World University Games in Chengdu in 45,58 s den vierten Platz über 400 Meter belegte. Kurz darauf schied er bei den Weltmeisterschaften in Budapest mit der japanischen 4-mal-400-Meter-Staffel mit 3:00,39 min im Vorlauf aus.

## Persönliche Bestzeiten
- 400 Meter: 45,58 s, 3. August 2023 in Chengdu